# Norge for folket
Norge for folket är en norsk svartvit dramafilm från 1936 i regi av Helge Lunde. Tillsammans med filmerna Vi bygger landet (1936) och By og land hand i hand (1937) ingår den i den så kallade arbetartrilogin.

## Rollista
- Finn Bernhoft
- Tryggve Larssen – Gamle-Knut
- Henny Skjønberg
- Eva Sletto
- Harald Heide Steen
- Signe Heide Steen
- Einar Tveito – Berg, handelsman
- Ottar Wicklund
- Kåre Wicklund